# Jeruk Porot
Jeruk Porot is een bestuurslaag in het regentschap Sampang van de provincie Oost-Java, Indonesië. Jeruk Porot telt 2775 inwoners (volkstelling 2010).